# Шатильон, Одо де
Одо де Шатильон (Odon de Châtillon, O.S.B.Clun., также известный как Oddo II; Otho Castillonæus; Ottone di Castiglione; Eudes;, Eudes de Lagery) — католический церковный деятель XI века.
Выходец из сеньории Шатильон, племянник папы Урбана II.
Принял обет бенедиктинцев в аббатстве Клюни.
Провозглашен кардиналом-епископом Остии на консистории 1088 года.
В 1095 году участвовал в Клермонском соборе. Участвовал в выборах папы Пасхалия II в 1099 году.